# Merano Challenger 1996
Il Merano Challenger 1996 è stato un torneo di tennis facente parte della categoria ATP Challenger Series nell'ambito dell'ATP Challenger Series 1996. Il torneo si è giocato a Merano in Italia dal 29 luglio al 4 agosto 1996 su campi in terra rossa.

## Vincitori

### Singolare
Juan Albert Viloca ha battuto in finale  Lucas Arnold Ker con il punteggio di 7–6, 6–4

### Doppio
João Cunha e Silva /  Nuno Marques hanno battuto in finale  Cristian Brandi /  Filippo Messori con il punteggio di 6–1, 6–4